# اسدالله آزاد
اسدالله آزاد (زاده ۱۳ مهرماه ۱۳۲7 – درگذشته ۲۹ اسفند ۱۳۸۸)، دانشمند علوم کتابداری و اطلاع‌رسانی و استاد دانشگاه فردوسی مشهد بود

## زندگی‌نامه
دکتر اسدالله آزاد در ۱۳ مهرماه ۱۳۲۶ هجری شمسی در زاهدان متولد شد. خانواده آزاد قبل از تولد وی از بیرجند به زاهدان نقل مکان کردند. او مقطع دبیرستان را در رشته ریاضی سال ۱۳۴۴در شهر زاهدان به پایان رساند و در سال ۱۳۴۹ در مقطع کارشناسی رشته زبان و ادبیات انگلیسی از دانشگاه فردوسی مشهد فارغ‌التحصیل شد. آزاد پس از گذراندن خدمت نظام وظیفه در شهر خودش بیرجند در خردادماه ۱۳۵۰ به سمت کارشناس علوم اجتماعی در وزارت فرهنگ و آموزش عالی وقت به استخدام درآمد و هم زمان با پذیرش در دوره فوق لیسانس کتابداری دانشگاه تهران ادامه تحصیل داد. وی در سال ۱۳۵۳ این دوره را به پایان رساند و در دانشگاه آزاد ایران به کار گماشته شد. از آن جا که در دوره فوق لیسانس کتابداری رتبه اول را حائز شده بود، پژوهانه (بورس) تحصیلی به دست آورد و در دانشگاه پیتسبورگ (یکی از معتبرترین دانشگاه‌های ایالات متحده در رشته کتابداری) در دوره دکتری پذیرفته شد. دوره تحصیل دکتری دو سال و نیم به طول انجامید و به گفته رئیس وقت دانشکده، آزاد از نادر دانشجویانی بود که این دوره را در این مدت کوتاه به پایان رساند. وی با آن که در همان جا به وی پیشنهاد کار و استخدام داده شده بود، در خرداد ۱۳۵۷ با اتمام تحصیلاتش و اخذ دانش نامه دکتری به وطن بازگشت و بنا به حکم صادره از سوی وزیر فرهنگ و آموزش عالی آن دوران، به سرپرستی مدرسه عالی ایران زمین منصوب و در سال ۱۳۵۸ به مشهد منتقل شد. آن مرحوم از سال ۱۳۷۲ تا ۱۳۷۵ مدیریت گروه کتابداری دانشکده علوم تربیتی و روانشناسی دانشگاه فردوسی مشهد را به عهده داشت و در سال ۱۳۸۸ به افتخار بازنشستگی نایل گردید. وی که به زبان‌های فارسی، انگلیسی و فرانسه، آلمانی و عربی مسلط بود تا زمان فوت با گروه کتابداری و اطلاع رسانی همکاری می‌کرد. سرانجام دکتر اسدالله آزاد در واپسین روز سال ۱۳۸۸ درگذشت. از وی آثار متعددی به صورت تألیف و ترجمه به جای مانده است، از جمله فعالیت‌های وی ۱۴ کتاب منتشر شده، ۸ کتاب ویراسته شده، ۶۶ مقاله منتشر شده و ۱۹ مقاله منتشر نشده‌است. از فعالیت‌های علمی دکتر آزاد می‌توان به کارشناس کتابداری کتابخانه مرکزی دانشگاه آزاد ایران (سابق)، رئیس کتابخانه مرکزی دانشگاه آزاد ایران (سابق)، مدرس کتابداری دانشگاه‌های تهران، مدرس دانشگاه فردوسی مشهد، مشاور و مترجم بنیاد پژوهش‌های اسلامی آستان قدس رضوی، استادیار دانشگاه فردوسی مشهد، مدیر گروه کتابداری دانشگاه فردوسی مشهد و دانشیار دانشگاه فردوسی مشهد اشاره نمود.
میزان تحصیلات: کارشناسی زبان و ادبیات انگلیسی از دانشگاه مشهد، کارشناسی ارشد کتابداری از دانشگاه تهران و دکترای کتابداری از دانشگاه پتیسبورگ آمریکا.
سابقه آموزشی: تدریس را در سال ۱۳۴۹ در مدرسه ایران زمین آغاز نموده و در سال ۱۳۵۷ به مدت دو ترم در دوره‌های کارشناسی ارشد تدریس کرده‌اند. از سال ۱۳۷۰ فعالیت آموزشی خود را رسماً در گروه کتابداری و اطلاع رسانی دانشگاه فردوسی (مشهد) آغاز نمودند. ایشان از سال ۱۳۷۲ تا ۱۳۷۵ مدیریت گروه را به عهده داشتند.
زمینه‌های پژوهشی مورد علاقه: اعتباربخشی گروه‌های کتابداری کشور.

## کتابها
کتابهای منتشر شده
1. Job Satisfaction of Paraprofessional Librarians: A Comparative Study of Public and Technical Services Departments in Selected University Libraries. University of Pittsburgh, Asadollah Azad, ۱۹۷۸ - ۴۶۸ pages.
2. سیمسوا، س. ، مک کی، م. شناخت و کاربرد روش تطبیقی در علوم کتابداری. ترجمه اسدالله آزاد. تهران: مرکز نشر دانشگاهی، ۱۳۶۱.
3. کرایست، جان م. مبانی فلسفه کتابداری آموزشی. ترجمه اسدالله آزاد. مشهد: آستان قدس رضوی، ۱۳۶۵.
4. لنکستر، ف. ویلفرید. کتابخانه‌ها و کتابداران در عصر الکترونیک. ترجمه اسدالله آزاد. مشهد: آستان قدس رضوی، ۱۳۶۶
5. رایس، کلار ا کولیور. زنان ایرانی و راه و رسم زندگی آنان. ترجمه اسدالله آزاد. مشهد: آستان قدس رضوی، ۱۳۶۶.
6. هوث، ادوارد ج. شیوه نگارش و نشر مقالات علوم پزشکی. ترجمه اسدالله آزاد. مشهد: دانشگاه علوم پزشکی،۱۳۶۷.
7. روزنتال، فرانتس. تاریخ تاریخ نگاری در اسلام. ترجمه اسدالله آزاد. مشهد: آستان قدس رضوی، ۱۳۶۵.
8. روزنتال، فرانتس. تاریخ تاریخ نگاری در اسلام. بخش دوم. ترجمه اسدالله آزاد. مشهد: آستان قدس رضوی، ۱۳۶۸.
9. موکهر، جی، ا. ک. تاریخ و فلسفه کتابداری. ترجمه اسدالله آزاد. مشهد: آستان قدس رضوی، ۱۳۶۸.
10. رش یدوو، پی- نن. سقوط بغداد و حکمروائی مغولان در عراق. ترجمه اسدالله آزاد. مشهد: آستان قدس رضوی، ۱۳۶۸.
11. شیمل، آن ماری. خوشنویسی و فرهنگ اسلامی. ترجمه اسدالله آزاد. مشهد: آستان قدس رضوی، ۱۳۶۸.
12. آربری، آرتور جان. ادبیات کلاسیک فارسی. ترجمه اسدالله آزاد. مشهد: آستان قدس رضوی، ۱۳۷۱.
13. نیکلسن، رینولد. عرفان عارفان مسلمان. ترجمه اسدالله آزاد. مشهد: دانشگاه فردوسی مشهد، ۱۳۷۳.
14. گاردنر، ریچارد ک. مجموعه سازی: پیدایش، گزینش و گسترش مواد کتابخانه‌ای. ترجمه اسدالله آزاد. مشهد: آستان قدس رضوی، بنیاد پژوهشهای اسلامی، ۱۳۷۶.
15. پائو، میراندالی. مفاهیم بازیابی اطلاعات. ترجمه اسدالله آزاد و رحمت‌الله فتاحی. مشهد: دانشگاه فردوسی مشهد، ۱۳۷۸.
16. اتحادیه بین‌المللی انجمنهای کتابداری. رهنمودهایی برای کتابخانه‌های عمومی. ترجمه رحمت‌الله فتاحی. مشهد: آستان قدس رضوی، ۱۳۶۸.
17. قواعد فهرستنویسی انگلو امریکن. ویرایش ۲. ترجمه رحمت‌الله فتاحی. ویراستاری اسدالله آزاد
18. جهودا، جرالد، براوناگل، جودیث شیک. اصول کار مرجع: فنون پرسش کاوی و پاسخ یابی از منابع کتابخانه. ترجمه و تألیف محمدحسین دیانی و عبدالحمیدمعرف زاده، مشهد: آستان قدس رضوی، ۱۳۷۳
19. زرگر، احمد (گردآورنده). کتابشناسی اقتصاد (طرح پژوهشی شماره۷۸ مصوب کمیسیون پژوهشی دانشگاه شهید چمران اهواز).
20. چای، لوئیس. اس. راهنمای ایمراث بر رده بندی کتابخانه کنگره. ترجمه رحیم شاهگلی. ویراسته اسدالله آزاد. تبریز: دانشگاه تبریز، ۱۳۷۴.
21. جانسون، دبرا ویلکاکس. کتابخانه‌ها و سوادآموزی. ترجمه رحمت‌الله فتاحی. ویراسته اسدالله آزاد. مشهد: دانشگاه فردوسی، ۱۳۷۳.
22. فتاحی، رحمت‌الله. فهرستنویسی: اصول و روشها. ویراسته اسدالله آزاد. مشهد: دانشگاه فردوسی، ۱۳۷۳.
23. دیانی. محمدحسین. مجموعه سازی و فراهم آوری در کتابخانه‌ها. ویراسته اسدالله آزاد. اهواز: دانشگاه شهید چمران، ۱۳۷۷.
24. آم‍وزش‌ و پ‍رورش‌ ک‍ی‍ف‍ی‌ ف‍راگ‍ی‍ر/ م‍ت‍رج‍م‍ان‌ ب‍خ‍ت‍ی‍ار ش‍ع‍ب‍ان‍ی‌ ورک‍ی‌... [و دی‍گ‍ران‌]؛ ب‍ه‌ک‍وش‍ش‌ ب‍خ‍ت‍ی‍ار ش‍ع‍ب‍ان‍ی‌ ورک‍ی‌ و اس‍دال‍ل‍ه‌ آزاد. ش‍رک‍ت‌ ب‍ه ‌ن‍ش‍ر، ۱۳۸۱.
25. باهاترا، پیرشکانتی. مدیریت منابع انسانی در کتابخانه‌ها. ترجمه ثریا ضیایی و مجتبی کفاشان. ویراسته اسدالله آزاد. مشهد: مرندیز، ۱۳۸۵.